# Maun (wyspa)
Maun (także Maon) – wyspa na Morzu Adriatyckim, w Chorwacji w żupanii licko-seńskiej. Jest wyspą bezludną.
Jest położona pomiędzy wyspami: Pag (na zachód), Olib, Planik i Pohlip (na wschód), Škarda (na południe) oraz Mali i Veliki Brušnjak (na północ). Zajmuje powierzchnię 8,5 km². Jej wymiary to 8,9 × 1,4 km, a maksymalna wysokość to 65 m n.p.m. Jest zbudowana z wapienia i częściowo porośnięta. Długość wybrzeża wynosi 23,9 km. Na wyspie znajdują się zatoki Dražica i Koromačna.